# ألان سميث (لاعب دوري الرغبي أسترالي)
ألان سميث (بالإنجليزية: Alan Smith)‏ هو لاعب دوري الرغبي أسترالي، ولد في 2 مايو 1955.